# پنیترم آ
پنیترم آ (به انگلیسی: Penitrem A) با فرمول شیمیایی C37H44ClNO6 یک ترکیب شیمیایی با شناسه پاب‌کم 337313 است. که جرم مولی آن ۶۳۴٫۲۰۱۳۶ گرم بر مول می‌باشد. 